# Ihaab Boussefi
Ihaab Boussefi (Trípoli, 23 de junho de 1985) é um futebolista líbio que atua como atacante.

## Carreira
Ihaab Boussefi representou o elenco da Seleção Líbia de Futebol no Campeonato Africano das Nações de 2012.